# Eriosorus aureonitens
Eriosorus aureonitens là một loài thực vật có mạch trong họ Adiantaceae. Loài này được (Hook.) Copel. miêu tả khoa học đầu tiên năm 1947.